# Carl Meisl
Carl Meisl (* 30. Juni 1775 in Laibach; † 8. Oktober 1853 in Wien) war ein österreichischer Beamter und Dramatiker, ein Zeitgenosse Johann Nestroys, Franz Xaver Tolds, Josef Alois Gleichs und Josef Kilian Schickhs.

## Leben
Nach der Matura in Laibach ging Meisl in den Staatsdienst. Er wurde Fourier und avancierte mit der Zeit zum k.k. Rechnungsführer und Feldkriegskommissär. Der Abschluss seiner Karriere war die Ernennung zum Rechnungsrat des Marinedepartement der k.k. Hofkriegsbuchhaltung. Als solcher ging er 1840 in Pension.
Meisl war neben Adolf Bäuerle und Josef Alois Gleich einer der wichtigsten Vertreter der Wiener Volkskomödie vor Ferdinand Raimund. Bekannt wurde Meisl aber auch durch seine Parodien und Travestien von ernsten Dramen und Opern.
Zur feierlichen Wiedereröffnung des Josephstädter Theaters am 3. Oktober 1822 schrieb Meisl das Festspiel Die Weihe des Hauses, zu der Ludwig van Beethoven die Bühnenmusik komponierte.
Am 8. Oktober 1853 starb Carl Meisl im Alter von 78 Jahren in Wien; er wurde auf dem Schmelzer Friedhof zur letzten Ruhe bestattet.

## Werke (Auswahl)
- Die Kroaten in Zara. Ein militärisches Schauspiel in drey Aufzügen (1814)
- Die Heirat durch die Güter-Lotterie. Lokales Lustspiel (1817), Volltext online.
- Der lustige Fritz. Märchen mit Gesang (Posse) (1818), Volltext online.
- Die Buschmenschen in Krähwinkel. eine Posse in einem Act (1820), Volltext bei Google Books
- Die Geschichte eines echten Shawls in Wien. Ein satyrisches Localgemählde in drey Abtheilungen (1820)[1]
- Die Entführung der Prinzessin Europa Mythologische Karikatur in 2 Akten. - Wien (1820), Volltext online
- Die Fee aus Frankreich oder Liebesqualen eines Hagestolzen. Zauberspiel mit Gesang. Musik: Wenzel Müller. Wien 1822, Volltext online
- Die schwarze Frau (Parodie auf die Opéra comique La dame blanche von Boieldieu für das Theater in der Josefstadt 1826), Musik: Adolf Müller senior
- Moisasura’s Hexenspruch (1827, Parodie auf F. Raimunds Moisasur, Musik: Wenzel Müller). Neudruck (Text mit Kommentar), hrsg. R. Reutner. Wien: Lehner 1998. (Raimund-Almanach 1, 1998), ISBN 3-901749-03-9
- Othellerl, der Mohr von Wien oder Die geheilte Eifersucht (1829), Musik: Adolf Müller senior